# Proteïna globular

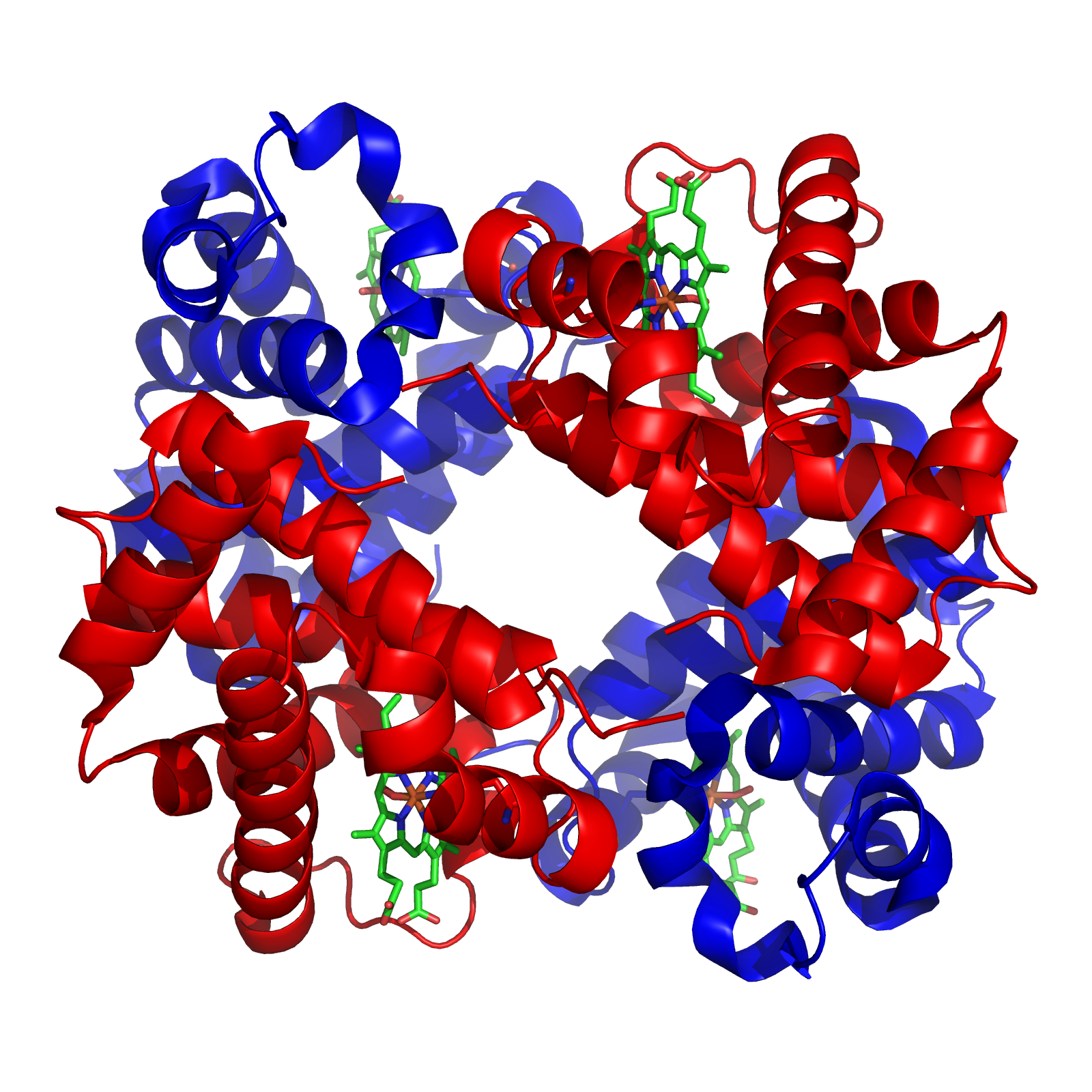
Estructura tridimensional de l'hemoglobina, una proteïna globular.

Les proteïnes globulars, o esferoproteïnes són un dels tres tipus principals de la classificació de les proteïnes per la seva forma (globulars, fibroses i mixtes), i es diferencien fonamentalment de les fibroses per ser més o menys solubles en dissolucions aquoses (on formen suspensions col·loidals), sent les fibroses pràcticament insolubles.

## Estructura globular i solubilitat
El terme proteïna globular és bastant antic (data probablement del segle xix) i s'ha convertit en quelcom arcaic donats els centenars de milers de proteïnes i l'existència d'un vocabulari descriptiu de motius estructurals més elegant i funcional. La naturalesa globular d'aquestes proteïnes es pot determinar sense els mitjans de les tècniques modernes, utilitzant només ultracentrifugadores o per tècniques de dispersió dinàmica de la llum.
L'estructura terciària de la proteïna indueix la seva esfera. Els grups apolars (cues hidròfobes) s'agrupen en l'interior de la molècula, mentre que els polars (caps hidròfils) es disposen cap a l'exterior, permetent les atraccions dipol-dipol amb el dissolvent, el que explica la solubilitat de la molècula.

## Diferents papers en l'organisme
A diferència de les proteïnes fibroses que només tenen funcions estructurals, les proteïnes globulars també poden actuar com a:
- Enzims: catalitzadors de reaccions orgàniques que tenen lloc en l'organisme en condicions normals i amb gran especificitat. Per exemple, les Esterases tenen aquest paper.
- Missatgers, transmetent missatges per regular els processos biològics. Un exemple seria l'hormona de la insulina.
- Transportadors d'altres molècules a través de la membrana cel·lular
- Emmagatzematge d'aminoàcids.

## Exemples
Entre les proteïnes globulars més conegudes tenim l'hemoglobina, un membre de la família de les globulines. Altres proteïnes globulars són les immunoglobulines (IgA, IgD, IgE, IgG i IgM), i les alfa, beta i gamma globulines. Gairebé totes els enzims amb papers importants en el metabolisme són de forma globular, així com les proteïnes implicades en la transducció de senyals en la cèl·lula.
- Les funcions reguladores també són portades a terme per les proteïnes globulars en major mesura que les fibroses.